# 出会い頭
| ウィキペディアには「出会い頭」という見出しの百科事典記事はありません（タイトルに「出会い頭」を含むページの一覧/「出会い頭」で始まるページの一覧）。 代わりにウィクショナリーのページ「出会い頭」が役に立つかもしれません。 |